# Grupo Odilon Santos

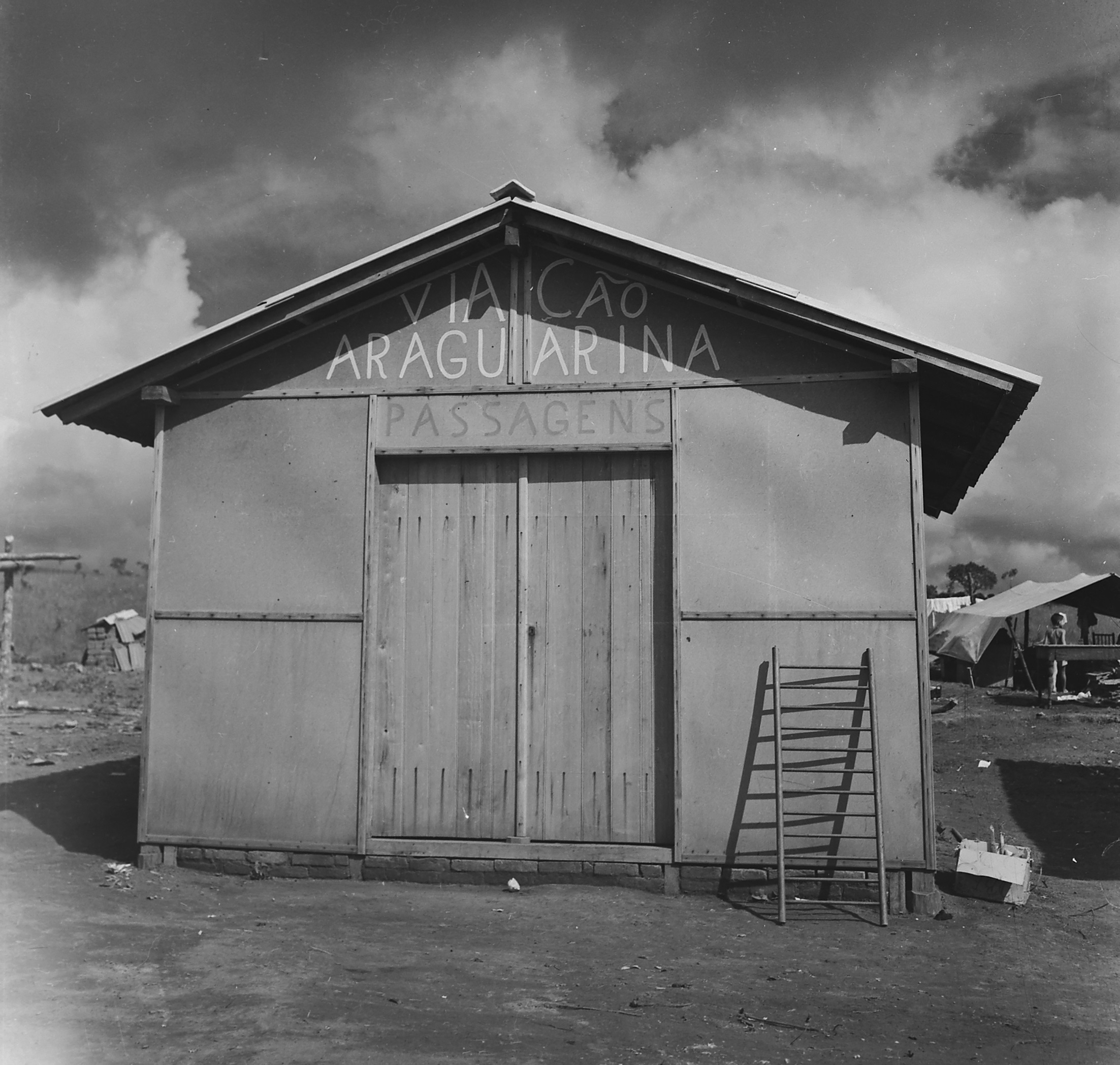
Instalações da Viação Araguarina durante a construção de Brasília (Arquivo Nacional 1958).

Grupo Odilon Santos, é um grupo empresarial com sede no estado de Goiás, responsável pelas empresas Rápido Araguaia, Viação Araguarina entre outras. O foco do grupo é na área de transporte, sendo que gere atualmente 50% da frota de ônibus coletivo da região metropolitana de Goiânia, através do consórcio RMTC.
O grupo tem participação de 15% em um empreendimento que foi desenvolvido na antiga garagem da Rápido Araguaia, o Shopping Cerrado, no setor Aeroviário, em Goiânia, em parceria com a Cyrela Commercial Properties.

## Controvérsias

### MPF emite liminar contra grupo
Em 2010, o Ministério Público em Goiás, pediu através de uma liminar, uma conduta contra a Viação Araguarina e Viação Goiânia do Grupo Odilon Santos, por ter utilizado a rota Goiânia/Brasília sem licitação correta. De acordo com a liminar, a empresa não tem concorrente, formando um monopólio da mesma empresa, por isto, o serviço não seria entregue adequadamente aos usuários do transporte. Em 2007, a ANTT já havia feito 40 autos de infração a empresa.
Em março de 2020 a Agência Nacional de Transportes Terrestres (ANTT), cancelou a autorização de funcionamento da Viação Araguarina, que na época mantinha 14 linhas interestaduais, ligando os estados de Goiás, Mato Grosso, Minas Gerais, Tocantins e o Distrito Federal.

### Rápido Araguaia tem ônibus apreendidos em Goiânia
A Rápido Araguaia, empresa responsável do Grupo Odilon Santos, teve no final de 2015, 295 ônibus do transporte coletivo apreendidos, por ordem judicial, isso ocorreu porque o banco que realizou o financiamento declarou, atraso nos pagamentos. No dia 21 de dezembro de 2015, foi aceito pedido da empresa e os ônibus foram liberados e voltaram a operar na cidade goiana e toda região metropolitana.
Logo após o acontecido, a Rápido Araguaia realizou um comunicado, com pedido de recuperação judicial por causa de sua situação financeira.